# Polsko-Egipska Izba Handlowa
Polsko-Egipska Izba Handlowa – działająca w okresie międzywojennym bilateralna izba gospodarcza mająca za zadanie rozwój stosunków gospodarczych pomiędzy obydwoma krajami.
W 1930 izba miała swoją siedzibę w Instytucie Wschodnim przy ul. Miodowej 7, następnie w al. Ujazdowskich 39 (1939). Po 1945 nie reaktywowano jej działalności.